# Династия Хонг-банг
Династия Хонг-банг (вьет. Hồng Bàng, тьы-ном 鴻龐) или Династия королей Хунгов (хунгвыонгов), также известная под названием «династия Лак» (Nhà Lạc, ня лак), — единственная известная полумифическая династия, правившая, по некоторым источникам, с 2879 по 258 годы до н. э. легендарным южным царством Ситькуи и созданными затем на его землях царством Вьеттхыонг и лаквьетским государством Ванланг. Историю династии принято вести от мифического Киньзыонг-выонга (Kinh Dương Vương, 涇陽王, «король Кинь Зыонг»), известного также как Хунг Зыонг, личное имя — Лок Тук (Lộc Tục, 祿續).
Во время правления династии Хонг-банг появился титул «хунгвыонг». В мифологии современных вьетов принято вести свою родословную от второго хунгвыонга — Хунг Хьена (мифического полудракона Лак Лонг Куана — сына Хунг Зыонга / Киньзыонг-выонга и «отца всех вьетов»). Всего принято насчитывать 18 поколений (или, возможно, династий) хунгвыонгов. Хунгвыонги были абсолютными монархами и, по крайней мере, теоретически, полностью контролировали все земли и запасы. Династию хунгвыонгов окружает множество легенд, но исторического материала по времени её правления очень мало.
Словосочетание «хонг-банг» означает «огромный, основательный»; в обратном порядке слов «банг-хонг» имеет значение «широкий, бескрайний, хаотический», что синонимично китайскому понятию хаоса.

## Додинастическое время
До появления династии Хонг-банг у рек Ма и Хонгха находились автономные деревни, не имевшие управленцев. Племена жили в дуплах больших деревьев и пещерах, подтверждением чему являются наскальные рисунки. Вьетское общество было матриархальным, как и большинство обществ Юго-Восточной Азии и островов Тихого океана.

## Провозглашение династии королей Хунгов (хунгвыонгов)
Согласно «Полному собранию исторических записок Дайвьета» Нго Ши Лиена, более чем через тысячу лет после прихода доисторических вьетов (поздний каменный век) кочевое население увеличилось и распространилось в будущих границах страны. У рек Хонгха, Ка и Ма жили 15 из ста вьетских племён. Их земли простирались от подножия горы Ба до подножия горы Тамбао. Один из ранних вождей около 2524 года до н. э. (по другим источникам, это было в VII в. до н. э.) сумел объединить 15 племён, провозгласил себя королём (Vương) и взял имя Хунг Лан и титул «хунгвыонг» (Hùng Vương), провозгласив династию хунгвыонгов Хонг Банг, ведущую родословную от мифического Хунг Зыонга — правителя легендарного южного царства Ситькуи, а себя Хунг Лан объявил третьим хунгвыонгом. Свои земли третий хунгвыонг назвал Ванланг (Văn Lang), а столицей сделал Фонгтяу (Вьетчи, провинция Футхо), город на пересечении трёх рек, где начинается долина Хонгхи.
Династию продолжили наследники третьего хунгвыонга, однако на 18-м поколении она прервалась, когда Ан Зыонг-выонг завоевал Ванланг. В правление последних королей Хонг-банг прошло множество войн.
Имеются записи о 18 правителях (или поколениях):
1. Хунг Зыонг (Hùng Dương) (Киньзыонг-выонг, личное имя — Лок Тук): 2879—2794 до н. э.
2. Хунг Хьен (Hùng Hiền) (Лак Лонг Куан): 2793—2525 до н. э.
3. Хунг Лан[вьет.] (Hùng Lân): 2524—2253 до н. э.
4. Хунг Вьеп[вьет.] (Hùng Việp): 2252—1913 до н. э.
5. Хунг Хи[вьет.] (Hùng Hy): 1912—1713 до н. э.
6. Хунг Хюи[вьет.] (Hùng Huy): 1712—1632 до н. э.
7. Хунг Тьеу[вьет.] (Hùng Chiêu): 1631—1432 до н. э.
8. Хунг Ви[вьет.] (Hùng Vỹ): 1431—1332 до н. э.
9. Хунг Динь[вьет.] (Hùng Định): 1331—1252 до н. э.
10. Хунг Хи[вьет.] (Hùng Hy): 1251—1162 до н. э.
11. Хунг Чинь[вьет.] (Hùng Trinh): 1161—1055 до н. э.
12. Хунг Во[вьет.] (Hùng Võ): 1054—969 до н. э.
13. Хунг Вьет[вьет.] (Hùng Việt): 968—854 до н. э.
14. Хунг Ань[вьет.] (Hùng Anh): 853—755 до н. э.
15. Хунг Чьеу[вьет.] (Hùng Triều): 754—661 до н. э.
16. Хунг Тао[вьет.] (Hùng Tạo): 660—569 до н. э.
17. Хунг Нги[вьет.] (Hùng Nghị): 568—409 до н. э.
18. Хунг Зуэ[вьет.] (Hùng Duệ): 408—258 до н. э.

## Организация
Хунг Лан основал вьетское государство в ответ на нужду в сотрудничестве при создании гидравлических сооружений и противостоянии врагам. Ванланг был примитивным суверенным государством, где хунгвыонгу прислуживали придворные советники — лакхау (Lạc Hầu). Страну поделили на 15 «бо» (Bộ), каждым из которых правил лактыонг (Lạc Tướng), обычно принадлежавший королевской семье. В бо влились традиционные матриархальные деревни и сельскохозяйственные угодья, каждым бо управлял «ботинь» (Bộ Chính), обычно — старейшина племени.

## Экономика
Экономика была основана на поливном рисоводстве, ремёслах, охоте, собирательстве, рыболовстве. Хорошо была налажено литьё бронзы и рыбалка. Знаменитые донгшонские барабаны из бронзы, на которых изображали дома, одежду, традиционные занятия, появились около 600 года до н. э. Хунгвыонги правили с помощью советников, которые контролировали поселение вокруг каждого орошаемого поля, организовывали постройку и ремонт канав, регулировали подачу воды.
Кроме культивирования риса люди Ванланга выращивали бобы, горох, батат и зерно, бананы, апельсины, мандарины, личи, кокосы; овощи и бахчевые культуры: капусту, баклажаны, арбузы. Держали скот, в основном, буйволов, куриц и свиней. Искусства горшечного дела и плетения из бамбука, работа с кожей и ткачества из пеньки, джута и шёлка находились на высоком уровне. Уже в правление династии Хонг-банг вьеты умели готовить рыбный соус и баньтьынги, а также чернили зубы.
Транспортными средствами служили долблёные челны, на которых ходили по речкам и каналам.

## Донгшонская культура

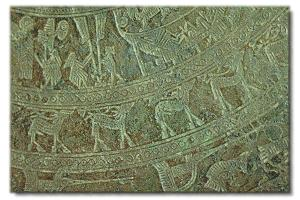
Изображения на бронзовом барабане

К 2000—1200 годам до нашей эры развитие рисоводства и бронзового литья создали предпосылки для появления донгшонской культуры, известной своими богато украшенными ритуальными барабанами из бронзы. В Малайзии и Индонезии в барабанах прослеживается донгшонское влияние, что может означать автохтонность технологий бронзового литья. На севере страны найдено множество небольших медных шахт. При этом культура Донгшон не специализировалась исключительно на бронзе, поскольку её люди также изготавливали железные предметы, а также обрабатывали изделия китайского происхождения. Люди данной культуры превратили дельту реки Хонгха в крупный регион производства риса. Именно донгшонская культура считается первой исторической цивилизацией Индокитая.

## Конец династии
Последний хунгвыонг Ванланга был побеждён в 258 году до н. э. Тхук Фаном (Thục Phán, 蜀泮) — правителем аувьетов. Тхук Фан завоевал Ванланг и, взяв имя Ан Зыонг-выонг («король Ан Зыонг»), объединил лаквьетов и аувьетов, создав Аулак. Столицей стала крепость Колоа, расположенная в 35 километрах от Ханоя. Когда племена горных жителей аувьетов и равнинных лаквьетов объединились, получившийся народ стал именоваться вьетами.